# Нижнее Афанасово
Нижнее Афанасово (тат. Түбән Афанас) — село в Нижнекамском районе Татарстана. Входит в состав Афанасовского сельского поселения.
Численность населения — 263 человека (2010): татары — 59 %, русские — 37 %.

## Название
Ойконим параллелен названию соседнего села Большое Афанасово. Прежнее название  починок Сосновый Мыс.

## География
Находится на реке Субай в 3,5-4 км от юго-западных жилых кварталов Нижнекамска, примыкает к западной окраине села Большое Афанасово. На северо-западе от села расположены дачные посёлки, на западе находится аэрационная станция очистных сооружений, за которой протекает протока Старая Кама (называемая также Афанасовской воложкой).
Уличная сеть состоит из пяти географических объектов: ул. Корабельная, ул. Макаровка, ул. Пролетарская, ул. Субай и ул. Центральная.
К селу административно относятся несколько снт: Индустрия, Мелиоратор-2, Теплоэнергострой, Энергетик-1, Стройиндустрия.

## История
Село известно с 1678 года, первоначально носило название Починок Сосновый Мыс. До крестьянской реформы жители относились к категории государственных крестьян.
В начале XX века в селе имелись мельница (с топливным двигателем), кузница, маслобойный завод, по две крупообдирки и сушилки.
До советской власти село относилось к Афонасовской волости Мензелинского уезда Уфимской губернии. Позднее входило в состав Мензелинского (с 1920) и Челнинского (с 1922) кантонов и Челнинского района (с 1930). С 12 января 1965 года село находится в составе Нижнекамского района.

## Население
1. Н/Д[3]

1. Н/Д[4]

## Инфраструктура
Личное подсобное хозяйство с зоной сельскохозяйственного использования, индивидуальная застройка усадебного типа. СНТ.

## Транспорт
С юга село огибает автодорога 16К-1236 Нижнекамск — Чистополь и железнодорожная ветка к грузовому порту города. Нижнекамский грузовой речной порт